# Henri Vicaire
Pour les articles homonymes, voir Vicaire (homonymie).
Henri Vicaire (1802-1865) est un haut fonctionnaire français du Second Empire, premier directeur général des forêts en 1860 sorti de l'école forestière de Nancy (2e promotion) et ayant passé par tous les grades de l'administration des Eaux et Forêts.

## Biographie
Louis-Henri Vicaire, est né à Ambérieu (Ain) le 25 novembre 1802 (4 frimaire an XI) et mort à Paris 8e, le 16 janvier 1865, Fils de Jean-Baptiste Vicaire (1771-1857), notaire à Ambérieu-en-Bugey et adjoint au maire, et de Clémentine Sirand, Henri Vicaire fait des études à Nantua et Belley. Il suit ses études de droit à Paris avec pour correspondant, le député de l'Ain, Jean Anthelme Brillat-Savarin (1755-1826) gastronome et écrivain français.
Son père souhaitait le voir entrer dans la magistrature, mais Henri Vicaire préfère suivre une carrière dans l'administration des Eaux et Forêts. Entré en 1825 dans la seconde promotion à l'école forestière, après deux années d'études réglementaires, il en sortit major de promotion. Il fut envoyé à Saint-Dié (Vosges), pour faire son stage, puis l'année suivante, il fut chargé du cantonnement de Bourmont (Haute-Marne), qu'il quitta bientôt pour celui de Bourg, plus rapproché du lieu d'habitation de sa famille. 
Au mois de juin 1832, M. Vicaire était nommé sous-inspecteur, à Mamers (Sarthe), et quelques mois après à Belley (Ain). C'est de là qu'il fut appelé, en mai 1837, en tant qu'attaché à l'administration centrale à Paris, au bureau du contrôle . En septembre de l'année suivante, Henri Vicaire fut nommé chef du personnel et du contrôle. Il remplit  ces  fonctions, pendant dix ans, à l' administration centrale, qu'il quitta pour prendre en juin 1848 la direction de la  conservation de Melun. Puis après avoir pris en janvier 1949 la direction de la conservation de Troyes (Aube), Henri Vicaire fut appelé le 30 juin 1849, à la conservation de Paris, et le 15 mai 1852, il fut nommé administrateur des forêts. 
Ses connaissances spéciales le désignèrent au choix de l'empereur Napoléon III pour les fonctions d'administrateur général des domaines et forêts de la couronne le 23 décembre 1952. 
Alors qu'il était chevalier de la légion d'honneur depuis 1842, Napoléon III lui décerna en 1854 la croix d'officier. 
En 1845, le ministre de l'agriculture et du commerce (Laurent Cunin-Gridaine, ministre du 7 août 1841 au 19 septembre 1847 dans le troisième gouvernement Soult) l'avait désigné pour examiner les élèves de l'Institut agronomique de Grignon sur la botanique appliquée à l'agriculture et à l'arboriculture.
La même année, il fut choisi comme secrétaire et rapporteur de la commission chargée de préparer un projet de loi sur le reboisement des montagnes.
En 1850, il fit partie du jury chargé d'examiner les candidats à la chaire de sylviculture de l'Institut agronomique de Versailles. La même année, il est nommé membre d'une commission chargée de la formation de l'atlas statistique de la France ; deux ans plus tard, il prit part aux travaux de la commission mixte chargée de la révision des programmes d'admission aux grandes écoles du gouvernement.
En 1855, il fut membre du jury international à l'Exposition universelle pour la classe de sylviculture et en 1859 président du comité central de la Sologne. 
Il put encore prendre une part considérable aux travaux de la Société impériale et centrale d'agriculture de France, dont il fut nommé membre associé ordinaire le 12 mars 1856.
En 1860, il fut nommé directeur général des forêts : son passage à la tête de l’administration des forêts fut marqué par de grandes réalisations, non seulement en matière de reboisement dans les zones montagneuses, dans les Landes de Gascogne et en Sologne, mais aussi en matière de mise en valeur des forêts déjà existantes (conversion des taillis en futaies, enrésinement des forêts pauvres, ouverture des routes..) 
En 1861, il est promu au grade de commandeur de la Légion d'honneur.
Il est mort en pleine activité en janvier 1865, sa dernière circulaire traitant du reboisement en montagne.

## Fonctions politiques
Il est conseiller général du canton d'Ambérieu-en-Bugey de 1833	1842 puis de 1845 à1848. Il a été vice-président du conseil général de l'Ain.[réf. nécessaire]
Il ne faut pas le confondre avec son neveu Henri Vicaire (1832-1920), notaire, conseiller général d'Ambérieu-en-Bugey de 1871 à 1880 et maire d'Ambérieu-en-Bugey.

## Descendance
Il se maria en février 1835 à Mâcon (Saône-et-Loire) avec Marie-Marthe Blais (1717-1875) ; le couple aura pour enfants : 
- Ernest (1836-1855), élève de l'École polytechnique[10] où il était entré 12e en 1854 ; meurt prématurément à l'âge de 19 ans.
- Louis (1839-1918), devint auditeur au Conseil d'État, et receveur particulier des finances à Ruffec (Charente) puis Châteaudun, Charolles et Abbeville.
- Marie (1846-1939), épouse Emile Chardon (1839-1927), receveur particulier des finances à Embrun, Ambert, Saint-Pol, Les Andelys, Cholet, Saint-Omer et Dunkerque. ; fils de Jean-Baptiste Chardon, directeur de l'Enregistrement et de Sophie Dezauche.
- Georges Vicaire (1853-1921) qui fut bibliophile et bibliographe, père de Marcel Vicaire peintre orientaliste et administrateur au Maroc.

## Ouvrages
- Marie-Eugène-Henri Vicaire, Du transport des créances et autres droits incorporels, C. de Mourgues, 1859
- Henri Vicaire, Rapport sur le desséchement des étangs de la Dombes, conseil général de l'Ain, 1861
- Henri Vicaire, Question de la Dombes, Milliet-Bottier, 1861